# Sword Art Online Alternative: Gun Gale Online
Sword Art Online Alternative: Gun Gale Online (ソードアート・オンライン オルタナティブ ガンゲイル・オンライン?, Sōdo Āto Onrain Orutanatibu Gangeiru Onrain) è una serie di light novel scritta da Keiichi Sigsawa, illustrata da Kōhaku Kuroboshi e distribuita dalla casa editrice ASCII Media Works dal 10 dicembre 2014. Si tratta di uno spin-off della serie Sword Art Online di Reki Kawahara. Un adattamento manga basato sulla serie, disegnato da Tadadi Tamori, è stato serializzato dal 27 ottobre 2015 al 21 gennaio 2021 sulla rivista Dengeki Maoh di ASCII Media Works e una serie televisiva anime, tratta dai romanzi, è stata trasmessa in Giappone dal 7 aprile al 30 giugno 2018. Una seconda stagione è andata in onda dal 4 ottobre al 20 dicembre 2024.

## Trama
La storia si svolge all'interno dell'MMORPG Gun Gale Online. Una ragazza, Karen Kohiruimaki, si è creata un profilo, denominato Llenn, in questo videogame per provare a sentirsi più bassa di statura. Infatti, nella vita reale, è molto alta e non le piace essere presa in giro per la sua statura. All'interno del gioco conoscerà Pitohui, un'altra giocatrice che la convincerà a partecipare al torneo a squadre Squad Jam.

## Personaggi
Llenn (レン?, Ren) / Karen Kohiruimaki (小比類巻 香蓮?, Kohiruimaki Karen)
Doppiata da: Tomori Kusunoki (ed. giapponese), Gea Riva (ed. italiana)
È una ragazza introversa che si vergogna della sua alta statura. Vive in Giappone, nella regione Hokkaidō assieme a Miyu, la sua migliore amica. Si è registrata a Gun Gale Online per potersi sentire più bassa, su consiglio di Miyu. La sua cantante preferita è Elsa Kanzaki.
Pitohui (ピトフーイ?, Pitofūi) / Elsa Kanzaki (神崎 エルザ?, Kanzaki Eruza)
Doppiata da: Yōko Hikasa (ed. giapponese), Reona (ed. giapponese, canzoni), Elisa Giorgio (ed. italiana)
È una giocatrice esperta di Gun Gale Online, aiuta Llenn a giocare e le dà consigli di esperienza. Il suo nome è abbreviato in Pito. Nella vita reale, Elsa fa la cantante. In precedenza, è stata una dei beta tester che hanno provato in anteprima Sword Art Online, ma non ha partecipato alla versione ufficiale del gioco.
M (エム?, Emu) / Goushi Asogi (阿僧祇 豪志?, Asōgi Gōshi)
Doppiato da: Kazuyuki Okitsu (ed. giapponese), Alessandro Capra (ed. italiana)
È il partner di Llenn nella prima battaglia Squad Jam e possiede molte conoscenze militari. Nella vita reale è un grande amico, nonché manager di Elsa.
Fukaziroh (フカ次郎?, Fukajirō) / Miyu Shinohara (篠原 美優?, Shinohara Miyu)
Doppiata da: Chinatsu Akasaki (ed. giapponese), Tiziana Martello (ed. italiana)
È la migliore amica di Karen e le ha consigliato molti giochi online per crearsi un avatar di bassa statura. Occasionalmente si connette a Gun Gale Online con il nome Fukaziroh.

## Media

### Light novel
Il 18 settembre 2018 la casa editrice Dengeki Bunko annunciò che Keiichi Sigsawa avrebbe scritto una serie di light novel legata al franchise di Sword Art Online. Supervisionati dall'autore dei romanzi della serie originale Reki Kawahara, ogni volume è stato illustrato da Kouhaku Kuroboshi. ASCII Media Works ha pubblicato la prima light novel sotto l'etichetta Dengeki il 10 dicembre 2014. In occasione dell'Anime NYC, il 18 novembre 2017 l'editore Yen Press annunciò la pubblicazione in lingua inglese della serie.

### Manga
Tadadi Tamori ha lanciato il 27 ottobre 2015 un adattamento manga sul periodico per manga seinen Dengeki Maoh di ASCII Media Works.. La serializzazione si è conclusa il 21 gennaio 2021. I vari capitoli sono stati raccolti in quattro volumi tankōbon pubblicati dall'8 ottobre 2016 al 27 marzo 2021.
La serie è edita in inglese da Yen Press a partire dal 15 aprile 2017.

### Anime

Logo dell'anime

Un adattamento anime è stato annunciato all'evento Dengeki Bunko Fall Festival 2017 il 1º ottobre 2017. La serie è diretta da Masayuki Sakoi, scritta da Yōsuke Kuroda, e animato dallo studio 3Hz, con character design di Yoshio Kosakai. Il brano Ryūsei (流星?) di Eir Aoi è stato utilizzato come sigla di apertura, mentre in chiusura a tutti gli episodi è stata utilizzata To see the future di Tomori Kusunoki. I 12 episodi componenti l'anime sono andati in onda in Giappone dall'8 aprile al 30 giugno 2018 sulle reti Tokyo MX, BS11, Tochigi TV, Gunma TV, MBS e TV Aichi.. La serie è stata pubblicata per il mercato home video giapponese da Aniplex in 6 volumi DVD e Blu-ray Disc, contenenti 2 episodi ciascuno.
Una seconda stagione è stata annunciata durante l'evento dedicato al 30º anniversario di Dengeki Bunko tenutosi il 15 luglio 2023. I membri principali dello staff della prima stagione tornano a ricoprire i medesimi ruoli. È stata trasmessa dal 4 ottobre al 20 dicembre 2024. Il brano GG di ReoNa è stato utilizzato come sigla d'apertura mentre le sigle di chiusura sono Little Dancer e Overclock entrambe di Tomori Kusunoki.
La prima stagione è stata pubblicata in simulcast sottotitolata su VVVVID per l'Italia e un'edizione doppiata in italiano è stata pubblicata per il mercato home video da Dynit nel dicembre 2018. Il doppiaggio italiano è stato diretto da Luca Semeraro presso lo Studio P.V. con dialoghi di Ivo de Palma, Antonello Governale, Francesca Perilli, Vittoria Ponticelli e Fabrizio Valezano. Aniplex of America ha licenziato per il mercato americano la serie, pubblicata in simulcast sulle piattaforme Crunchyroll e Hulu. In Regno Unito e Irlanda l'anime è licenziato da Anime Limited. Dal 1º luglio 2019 la serie è disponibile su Netflix doppiata in italiano. La seconda stagione è stata pubblicata in simulcast sottotitolata su Crunchyroll.

#### Episodi

##### Prima stagione
| Nº serie | Nº  | Titolo italiano Giapponese 「Kanji」 - Rōmaji | In onda        | In onda        |
| Nº serie | Nº  | Titolo italiano Giapponese 「Kanji」 - Rōmaji | Giapponese     | Italiano       |
| 1        | 1   | Squad Jam 「スクワッド・ジャム」 - Sukuwaddo Jamu | 8 aprile 2018  | 1º luglio 2019 |
| 1        | 1   | Llenn, dentro al gioco Gun Gale Online è una ragazzina bassa e tutta vestita di rosa, ma nella vita reale si chiama Karen Kohiruimaki ed è una ragazza universitaria di alta statura. In un torneo Squad Jam (una variante a squadre del torneo Bullet of Bullets), Llenn e il suo compagno di squadra M riescono a sopravvivere mentre le altre squadre si eliminano a vicenda. Alla fine Llenn attacca a sorpresa l'ultima squadra rimasta che, secondo M, nella vita reale sono veri professionisti arruolati nell'esercito che usano il gioco come addestramento. La squadra di professionisti non riesce a rispondere agli attacchi agili di Llenn e sono costretti a ritirarsi. |                |                |
| 2        | 2   | GGO 「GGO」 - Jī Jī Ō | 15 aprile 2018 | 1º luglio 2019 |
| 2        | 2   | Karen ha provato numerosi giochi per cambiare il suo aspetto fisico a favore di un avatar basso di statura e in GGO è rimasta soddisfatta. Dopo aver completato il tutorial si stabilisce nel deserto e attacca tutti i giocatori sconosciuti creandosi una fama come il "demone rosa". Un giorno però incontra Pitohui, una giocatrice che voleva conoscerla. La ragazza le parla dello Squad Jam e Llenn le fa conoscere i suoi gusti musicali. Le due ragazze si promettono che quando Llenn sconfiggerà Pito in duello, si incontreranno nel mondo reale. |                |                |
| 3        | 3   | Fan Letter 「ファンレター」 - Fan Retā | 22 aprile 2018 | 1º luglio 2019 |
| 3        | 3   | Pito non può partecipare alla prossima Squad Jam per via di un matrimonio e chiede a Llenn di partecipare al posto suo in coppia con M. Llenn all'inizio rifiuta l'offerta perché vorrebbe partecipare al concerto di Kanzaki Elsa, la sua cantante preferita. Quando però scopre che i posti al concerto sono esauriti, si iscrive al torneo e scrive una lettera a Kanzaki Elsa. |                |                |
| 4        | 4   | Death Game 「デスゲーム」 - Desu Gēmu | 29 aprile 2018 | 1º luglio 2019 |
| 4        | 4   | Durante la Squad Jam, Llenn usa la sua abilità e grazie alla sua bassa statura riesce a essere ancora più agile. M dimostra a Llenn come è possibile mirare manualmente con un fucile, senza usare il mirino del gioco, quindi senza far comparire i raggi di previsione mantenendo segreta la posizione. In quell'istante la ragazza si ricorda che Pito le spiegò come il sistema di GGO aiuti i giocatori, illudendoli di essere realmente bravi a sparare. Dopo l'ultima scansione dei giocatori, Llenn e M scappano dall'ultima squadra rimasta nel campo. M legge un messaggio e punta la sua arma verso Llenn, che però riesce a ribaltare la situazione. |                |                |
| 5        | 5   | Lascia a me la last battle 「ラストバトルは私に」 - Rasuto Batoru wa watashi ni | 6 maggio 2018  | 1º luglio 2019 |
| 5        | 5   | M scongiura Llenn di non ucciderlo, perché nella lettera che aveva letto c'era scritta una minaccia da parte di Pito, che l'avrebbe ucciso nella vita reale se fosse morto nella Squad Jam. Llenn continua da sola la battaglia e si imbatte nella squadra di Eva soprannominata "Boss", una giocatrice corpulenta e ostinata. Llenn capisce che per vincere non deve fuggire ma attaccare il nemico da vicino. Grazie al sostegno di M, entrambi vincono il torneo. Nella vita reale, Karen incontra per caso Eva e le sue compagne di squadra, tutte ragazze mingherline. Eva si complimenta con Karen per la vittoria e si danno appuntamento in GGO. |                |                |
| 5.5      | 5.5 | Refrain 「ルフラン」 - Rufuran | 13 maggio 2018 | -              |
| 5.5      | 5.5 | Episodio riassuntivo. |                |                |
| 6        | 6   | SAO Loser 「SAO失敗者」 - Esu Ē Ō Shippaisha | 20 maggio 2018 | 1º luglio 2019 |
| 6        | 6   | La squadra di Eva si è iscritta a GGO per migliorare lo spirito di collaborazione e, mentre lo raccontano a Llenn, le ragazze le chiedono di partecipare anche alla seconda Squad Jam. M incontra Karen nel mondo reale e le racconta della situazione di Pitohui: è ossessionata dai giochi mortali e quando non ha potuto comprare SAO è completamente impazzita. Ancora adesso vuole che i giochi a cui partecipa abbiano lo stesso esito anche nella realtà, quindi Goshi implora Karen di partecipare al secondo torneo e di ucciderla nel gioco, convinto che la possa far rinsavire. Karen decide di iscriversi chiedendo l'aiuto di Miyu. |                |                |
| 7        | 7   | Second Squad Jam 「セカンド・スクワッド・ジャム」 - Sekando Sukuwaddo Jamu | 27 maggio 2018 | 1º luglio 2019 |
| 7        | 7   | Tutti i giocatori si preparano alla seconda Squad Jam, e gran parte dei giocatori del torneo precedente si sono iscritti ancora. Questa volta Llenn farà coppia con Fukajiroh, e Pito sarà in squadra con M e altri quattro giocatori sconosciuti; anche la squadra di Eva partecipa nuovamente. Fukajiroh partecipa a GGO per la prima volta, perciò ha ricevuto un finanziamento da M per equipaggiarsi, in cambio di aiutare Llenn a far perdere Pito. |                |                |
| 8        | 8   | Booby Trap 「ブービートラップ」 - Būbī Torappu | 3 giugno 2018  | 1º luglio 2019 |
| 8        | 8   | Inizia la seconda Squad Jam e la squadra di Llenn è la più distante da quella di Pito, quindi Llenn e Fukajiroh si avvicinano uccidendo tutti i giocatori che incontrano. Dopo la terza scansione satellitare, scoprono che molte squadre si sono alleate contro Pitohui, ma la vittima non sembra preoccupata. |                |                |
| 9        | 9   | Massacro in dieci minuti 「十分間の鏖殺」 - Juppunkan no ōsatsu | 9 giugno 2018  | 1º luglio 2019 |
| 9        | 9   | Pito ammazza tutti i giocatori alleati senza farsi neanche un graffio. Llenn e Fuka devono passare per uno stadio ma è occupato da altre tre squadre coalizzate. Nonostante ciò, riescono a liberarsene e ad ottenere dei caricatori da una giocatrice, ma prima di raccoglierli vengono prese di mira da una quarta squadra. |                |                |
| 10       | 10  | La resurrezione del re dei demoni 「魔王復活」 - Maō fukkatsu | 16 giugno 2018 | 1º luglio 2019 |
| 10       | 10  | Boss salva Llenn, che le spiega la sua missione. Allora anche la squadra di Boss si unisce a lei e, con un'ottima strategia, tengono impegnati M e i suoi compagni, ma senza ferire Pito. Quest'ultima, però, viene colpita dal proiettile di un'altra giocatrice e perde quasi tutti i punti vitali. Per farla riprendere, M porta Pito in una casa e la stende su un letto, ma un'altra squadra fa irruzione per approfittare della loro debolezza. |                |                |
| 11       | 11  | Llenn al tappeto 「イカれたレン」 - Ikareta Ren – "Llenn scatenata" | 23 giugno 2018 | 1º luglio 2019 |
| 11       | 11  | Pito si riprende alla grande e ammazza tutti gli assalitori della baita e l'intera squadra di Boss, che era andata all'attacco. Anche Fuka rischia di morire, ma quando Llenn esce allo scoperto, Pito e M la inseguono in auto lasciando Fuka riprendersi. Llenn cade in acqua e perde molti punti vitali, ma Fuka giunge in suo soccorso con un'altra automobile. Dopo un acceso inseguimento tra veicoli in un campo di geyser, entrambi finiscono il carburante; Pitohui e Llenn scendono dalle auto e si preparano alla resa dei conti. |                |                |
| 12       | 12  | Applausi 「拍手」 - Hakushu | 30 giugno 2018 | 1º luglio 2019 |
| 12       | 12  | La battaglia fra Pitohui e Llenn sta per terminare. Pito si accorge del tradimento di M e lo uccide, ma Fuka riesce a liberarsi e aiuta Llenn ad uccidere Pito. Nonostante questo, l'altra squadra rimasta in gioco, i T-S approfittano dell'occasione per uccidere anche Llenn e Fuka, guadagnandosi la vittoria. Goushi porta Karen e Miyu ad un concerto di Elsa Kanzaki, e presenta loro la direttrice del locale dell'esibizione come la vera identità di Pitohui. Karen però non gli crede e va a fare un applauso a Elsa, complimentandosi per il concerto e per la Squad Jam. Elsa si mette a ridere e si complimenta con lei per l'audacia, dandole un bacio. Solo a quel punto, Goushi dice che Elsa Kanzaki è bisessuale. Llenn e Pito continuano a essere amiche e a giocare assieme a GGO. |                |                |

##### Seconda stagione
| Nº serie | Nº | Titolo italiano Giapponese 「Kanji」 - Rōmaji | In onda          | In onda |
| Nº serie | Nº | Titolo italiano Giapponese 「Kanji」 - Rōmaji | Giapponese       |         |
| 13       | 1  | Non c'è due senza tre 「二度あることは三度ある」 - Nido aru koto ha sando aru | 4 ottobre 2024   |         |
| 13       | 1  | Dopo tanta attesa è stato annunciato il terzo torneo Squad Jam che avrà luogo in Gun Gale Online, e molti party del gioco si iscrivono con interesse, tra cui i Memento Mori, i T-S e le SHINC. Llenn, che non è del tutto motivata, viene convinta da Pitohui a fare squadra con lei, Fukaziroh e M nel team che battezzano LPFM. Il regolamento viene mantenuto uguale alla precedente edizione, eccetto per una nuova regola che verrà resa nota solo durante lo svolgimento del torneo. Alla locanda le squadre si ritrovano per la presentazione dei partecipanti e i T-S, che si sono camuffati per non essere importunati, ricevono un messaggio segreto da un uomo misterioso. I concorrenti vengono convocati, preparano il loro equipaggiamento e alla fine del conto alla rovescia entrano nel campo di battaglia. |                  |         |
| 14       | 2  | La grande operazione del carro merci 「大貨車作戦」 - Dai kasha sakusen | 11 ottobre 2024  |         |
| 14       | 2  | La mappa di gioco della Squad Jam è un'isola in progressivo inabissamento e le squadre più forti, posizionate sulla costa, partono svantaggiate perché devono avvicinarsi al centro. In particolare gli LPFM devono attraversare uno scalo ferroviario dove tre squadre coalizzate hanno teso loro un'imboscata. Llenn fa da esca per i cecchini e li attira verso un carro merci dove si sono rifugiati i suoi compagni di squadra, dal quale attaccano tutti gli avversari che si avvicinano sparando attraverso dei fori sul vagone. Purtroppo però la squadra di Llenn non potrà rimanere lì a lungo perché quella zona sta per essere sommersa. |                  |         |
| 15       | 3  | Clarence e Shirley 「クラレンスとシャーリー」 - Kurarensu to Shārī | 18 ottobre 2024  |         |
| 15       | 3  | La squadra di Llenn, ancora nel carro merci, è accerchiata sia dal mare che sta sommergendo l'isola che dai giocatori coalizzati che li tengono in scacco, ciononostante M propone di passare attraverso i nemici per avere più probabilità di salvezza. Una coppia di due giocatori, Clarence e Sam, offre supporto all'alleanza contro gli LPFM ma presto si dimostrano dei traditori e decimano i loro soci. Si avvicina allo scalo ferroviario anche Shirley, che vuole vendicarsi contro Pitohui per la precedente Squad Jam e ha messo a punto dei proiettili esplosivi letali. Dopo aver colpito a morte molti giocatori, tra cui Sam, Shirley si ritrova faccia a faccia con Clarence e le due finiscono per uccidersi a vicenda. Shirley finora era rimasta nascosta dalle scansioni essendosi sempre mossa in solitaria e distante dal leader della sua squadra, tuttavia dopo la sua morte e quella del leader in carica, il nuovo caposquadra decide per la resa. |                  |         |
| 16       | 4  | Attivazione della regola speciale 「特別ルール、発動」 - Tokubetsu Rūru, hatsudō | 25 ottobre 2024  |         |
| 16       | 4  | Dall'inizio della Squad Jam, le SHINC, che erano state collocate in un angolo dell'isola, hanno attirato a sé le altre squadre con dei razzi di segnalazione e allontanandosi dalla posizione della loro leader mostrata nelle scansioni hanno decimato gli avversari. Anche le altre squadre più forti hanno eliminato quelle più deboli e gli LPFM si sono portati verso una prateria detta Unknown Area. Restano in gioco solo sei squadre: Gli LPFM, le SHINC, gli MMTM, gli ZEMAL, i TOMS, e i T-S, questi ultimi rimasti bloccati sul tetto di un grattacielo circondato dall'acqua. I terminali del gioco annunciano la regola speciale, che si attiva proprio quel momento: un membro di ogni squadra scelto dall'amministrazione tradirà i suoi compagni per formare una nuova squadra assieme agli altri traditori, che si riunirà nella Unknown Area. Tra gli LPFM è stata scelta Pitohui. |                  |         |
| 17       | 5  | BTRY's Choice 「ビトレイヤーズ・チョイス」 - Bitoreiyāzu Choisu – "La scelta dei traditori" | 1º novembre 2024 |         |
| 17       | 5  | I membri scelti dalle varie squadre – Pitohui degli LPFM, Cole dei TOMS, Elvin dei T-S, Tomtom degli ZEMAL, Eva delle SHINC e David dei Memento Mori – si riuniscono al centro dell'isola, nella Unknown Area, dove si trova una corazzata chiamata "C'è ancora tempo". I traditori si presentano tra loro e compongono ufficialmente la squadra, chiamata Betrayers e abbreviata BTRY, e scelgono come leader Pitohui. L'isola si sta restringendo sempre di più e l'unica opportunità di salvezza per le altre squadre è salire sulla nave dove già si trovano i BTRY, quindi come prima cosa i traditori bloccano le aperture presenti sul fondo dell'imbarcazione facendoci cadere davanti le scialuppe sospese. |                  |         |
| 18       | 6  | Combattimento sulla "C'è ancora tempo"! 「まだ時間はある攻防戦」 - Mada jikan wa aru kōbō-sen | 8 novembre 2024  |         |
| 18       | 6  | La marea è in rapido avvicinamento e le squadre rimaste assalgono la nave "C'è ancora tempo" mentre i traditori difendono gli accessi. Nella battaglia, i TOMS vengono sconfitti, così come il loro ex-compagno Cole che stava di vedetta, e dopo aver ucciso Tomtom, gli ZEMAL decidono di spararsi tra di loro e uscire dal gioco. Pitohui si interfaccia con il computer di bordo, Clara, e ordina di aprire le chiusure stagne per non impedire alla nave di affondare nel giro di un paio d'ore, inoltre ascoltando la richiesta di Elvin dirige la nave verso il grattacielo dove sono rimasti intrappolati i T-S. Le SHINC, gli LPFM e gli MMTM, che sono saliti sulla nave, entrano in azione non appena viene eseguita la nuova scansione. Fuka spara una granata contro le SHINC, ma Tanya la schiva e strangola M con il suo fucile. |                  |         |
| 19       | 7  | Turn Over 「ターン・オーバー」 - Tān Ōbā – "Presa in consegna" | 15 novembre 2024 |         |
| 19       | 7  | M si libera dalla stretta di Tanya, che finisce vittima della sua stessa granata. Sfruttando l'impianto antincendio della nave, Pitohui stermina gli MMTM, e fa schiantare la nave sul grattacielo dove sono rimasti i T-S uccidendo anche loro. Elvin, andato da lei a chiedere spiegazioni, viene eliminato a tradimento, e la stessa sorte tocca anche a David. Pitohui decide di distruggere il sistema di controllo della nave che la teneva in assetto, condannandola a un inabissamento più rapido, e si fa trovare dagli LPFM che risalgono. In questo frangente, Pito svela di non essere la traditrice scelta dalla sua squadra, ma si è finta di esserlo portando nel frattempo in vantaggio la sua squadra. La vera traditrice è Llenn, che ora deve giocare in coppia con Eva. |                  |         |
| 20       | 8  | Duello 「決闘」 - Kettō | 22 novembre 2024 |         |
| 20       | 8  | Boss e Llenn studiano un piano per battere i loro avversari mentre Pito e Fuka aspettano la scansione. Non appena questa avviene, le granate che Llenn ha piazzato esplodono dividendo la nave in due, e facendola affondare sempre più in fretta. Dopo una serie di imboscate tra le quattro giocatrici, Boss e Fuka si eliminano a vicenda, e Llenn e Pito si portano a combattere sulla poppa della nave. Nel duello all'ultimo sangue tra le due, che rimangono quasi completamente senza arti, Llenn colpisce ripetutamente Pito con la testa e la spinge alla morte gettandola nelle turbine della nave. Oltre a Llenn, solo M è ancora rimasto in vita, e la innalza verso il cielo prima di affondare. La terza Squad Jam quindi si conclude con la vittoria dei Betrayers. |                  |         |
| 21       | 9  | Invito alla battaglia 「戦場への招待」 - Senjō e no shōtai | 29 novembre 2024 |         |
| 21       | 9  | Poco tempo dopo la terza Squad Jam, Karen ha perso interesse per GGO ma il team di sviluppatori del gioco ha in serbo una novità: per testare dei PNG controllati con una nuova intelligenza artificiale, viene annunciata un'apposita sessione in cui tutti i giocatori devono sfidare i PNG e conquistare la loro base al centro della mappa. Miyu decide per la partecipazione di Karen senza aspettare il suo consenso, e lo comunica alle sue amiche. I diversi team possono competere o cooperare a loro discrezione, ogni giocatore avrà tre vite e dopo ogni morte, attesi 3 minuti, rientrerà in gioco alla stessa distanza dal centro che ha il giocatore più distante in quel momento. La sessione di test inizia il 16 agosto 2026 alle ore 20. Gli LPFM, di nuovo insieme, cominciano con l'avvicinarsi al centro della mappa, ma qualcuno tende un'imboscata a Llenn. |                  |         |
| 22       | 10 | Il castello del demone 「悪魔の城」 - Akuma no shiro | 6 dicembre 2024  |         |
| 22       | 10 | Gli ZEMAL con le loro mitragliatrici tengono sotto tiro Llenn, che si trova un riparo dove è presente anche Boss. Le SHINC e gli LPFM si accordano per una tregua per sconfiggere i fanatici delle mitragliatrici: Pitohui e Tanya si suicidano per ricomparire alle spalle degli ZEMAL, mentre M prende tempo conversando con i nemici in attesa che le due compagne arrivino per sterminarli. Dopo questa azione gli LPFM e le SHINC procedono separatamente verso la base dei PNG. Llenn va in avanscoperta e scopre che la base è un castello con alcune rovine per nascondersi nel circondario, ma viene colpita e uccisa mentre cerca di avvicinarsi. Dopo essersi ricongiunta con la sua squadra, gli LPFM assistono all'annuncio delle nuove informazioni sui sette nemici divulgate dal gioco, e seguono con le riprese di un drone i tentativi di ingresso falliti degli MMTM, delle SHINC, e la resa degli ZEMAL. |                  |         |
| 23       | 11 | L'assalto di Pitohui 「ピトフーイの突撃」 - Pitofūi no totsugeki | 13 dicembre 2024 |         |
| 23       | 11 | Pitohui con una mossa astuta fa fallire il tentativo di ingresso degli ZEMAL camuffato da resa, poi, ritenendo impossibile espugnare il castello autonomamente, chiede di stringere un'alleanza con gli altri team partecipanti: i T-S, gli ZEMAL, gli MMTM e le SHINC. Approvata la collaborazione con le altre squadre, i giocatori procedono in formazione sul lato sud del castello, difendendosi con gli scudi dei T-S e tentando di eliminare le vedette sulle torri. Nel frattempo, Llenn, Tanya, e Kenta degli MMTM si introducono nel castello dal lato nord. Llenn va in avanscoperta, salta le mine nel cortile del castello e uccide il PNG Cain di guardia sulla porta. All'interno del castello, Kenta viene ucciso da Doc, mentre Tanya e il mitragliatore Vodka si eliminano a vicenda. Fuka intanto lancia delle granate a distanza che colpiscono il muro a sud e fanno scappare le sentinelle permettendo agli altri giocatori di avanzare liberamente. Llenn viene catturata da Jacob, Roy, Rock e Doc: solo Hasan manca all'appello dei PNG rimasti in vita e Llenn vuole avvertire i suoi alleati, ma visto che le comunicazioni con loro sono state interrotte e non potendo fuggire, si toglie la vita per rientrare in gioco altrove. |                  |         |
| 24       | 12 | La ragione per combattere 「戦う理由は」 - Tatakau riyū wa | 20 dicembre 2024 |         |
| 24       | 12 | Mentre Llenn aspetta di tornare in gioco, Pitohui deve rivedere la sua strategia perché i nemici hanno mostrato di avere un RPG, un'arma anticarro che ha eliminato la metà dei giocatori colti di sorpresa. Anche Pitohui ha un asso nella manica: un bazooka costosissimo. Il nuovo piano d'attacco prevede che Peter degli ZEMAL faccia da esca per attirare il fuoco nemico su di sé, e nel frattempo Pitohui spara col suo bazooka e colpisce il PNG Hasan. David elimina Roy, mentre Rock viene ucciso dai proiettili esplosivi di Shirley, che fino ad allora ha giocato in coppia con Clarence. Llenn ricompare a nord vicino a Fuka, e rientra nuovamente da quel lato non appena sente Pito sparare, poi conquista la vittoria uccidendo Doc e Jacob, gli ultimi due PNG rimasti che cercavano di scappare con la testata nucleare. Finito il gioco, si scopre che i PNG erano in realtà veri soldati, che credevano i giocatori dei PNG a loro volta, e la missione serviva a convincere il loro leader, Jacob, a non tornare più a combattere, infatti quest'ultimo è ancora sconvolto che Llenn combatte perché lo trova divertente. Nella realtà Karen ha ritrovato l'interesse per il gioco.                                                    |                  |         |

### Annotazioni al testo
1. ↑  L'anime è andato in onda alle 24:00 (JST) del 7 aprile 2018, corrispondenti alla mezzanotte dell'8 aprile.

### Fonti
1. ↑  (EN) Sword Art Online Alternative Gun Gale Online, Vol. 1 (light novel), su yenpress.com, Yen Press. URL consultato il 26 ottobre 2020.
2. 1 2 3 4 5  (EN) Sword Art Online Alternative Gun Gale Online TV Anime Announced, su animenewsnetwork.com, Anime News Network, 30 settembre 2017. URL consultato il 27 maggio 2018.
3. 1 2 3 4   Sword Art Online Alternative, su dynit.it, Dynit. URL consultato il 15 novembre 2018 (archiviato dall'url originale il 15 novembre 2019).
4. ↑  (EN) Kara Dennison, "Gun Gale Online" Songstress Releases New CD This Summer, su Crunchyroll, 6 maggio 2018. URL consultato il 7 maggio 2018.
5. ↑  (EN) Kino's Journey's Sigsawa Writes Sword Art Online Novel, su Anime News Network, 19 settembre 2014. URL consultato il 4 febbraio 2018.
6. ↑  (EN) Yen Press Adds New Sword Art Online, WorldEnd, Little Witch Academia, Fruits Basket, Star Wars Titles, su Anime News Network, 18 novembre 2017. URL consultato il 4 febbraio 2018.
7. ↑  (JA) マオウ10周年の読み切り祭りに田中久仁彦、武田すんら、新連載も一挙開始, su Natalie, 27 ottobre 2015. URL consultato il 4 febbraio 2018.
8. ↑   Roberto Addari, Sword Art Online Alternative Gun Gale Online, si conclude il manga, in MangaForever, 27 ottobre 2020. URL consultato il 27 ottobre 2020 (archiviato dall'url originale il 31 ottobre 2020).
9. ↑  (JA) ソードアート・オンライン オルタナティブ ガンゲイル・オンラインI, su dengekibunko.jp, Dengeki Bunko. URL consultato il 12 settembre 2018 (archiviato dall'url originale il 27 giugno 2018).
10. ↑  (JA) ソードアート・オンライン オルタナティブ ガンゲイル・オンラインIV, su kadokawa.co.jp, Kadokawa Shoten. URL consultato il 15 marzo 2021.
11. ↑  (EN) Yen Press Licenses Saga of Tanya the Evil, Acca 13, One Week Friends, A Polar Bear in Love, More, su Anime News Network, 15 aprile 2017. URL consultato il 4 febbraio 2018.
12. 1 2  (EN) Sword Art Online Alternative Gun Gale Online Reveals Visual, Studio 3Hz, su Anime News Network, 31 gennaio 2018. URL consultato il 4 febbraio 2018.
13. ↑  (EN) Sword Art Online Alternative Gun Gale Online Anime Reveals TV Ad, Staff, su Anime News Network, 7 febbraio 2018. URL consultato il 7 febbraio 2018.
14. ↑  (EN) Eir Aoi Performs Opening Theme for Sword Art Online: Alternative Gun Gale Online Anime, su Anime News Network, 7 marzo 2018. URL consultato il 7 marzo 2018.
15. 1 2  (JA) MUSIC - TVアニメ ソードアート・オンライン オルタナティブ ガンゲイル・オンライン, su gungale-online.net. URL consultato il 27 maggio 2018.
16. ↑  (EN) Tomori Kusunoki Performs Ending Theme for Sword Art Online: Alternative Gun Gale Online Anime, su Anime News Network, 17 febbraio 2018. URL consultato il 17 febbraio 2018.
17. ↑  (EN) Rafael Antonio Pineda, Sword Art Online: Alternative Gun Gale Online Anime Reveals Ending Song Title in Video, su Anime News Network, 22 marzo 2018. URL consultato il 22 marzo 2018.
18. ↑  (EN) Sword Art Online Alternative: Gun Gale Online Anime Premieres in April, su Anime News Network, 3 gennaio 2018. URL consultato il 4 febbraio 2018.
19. ↑  (EN) Sword Art Online: Alternative Gun Gale Online Anime Premieres on April 7, su Anime News Network, 10 marzo 2018. URL consultato il 10 marzo 2018.
20. ↑  (JA) BD/DVD Vol.6, su gungale-online.net. URL consultato l'8 aprile 2018.
21. ↑  (EN) Egan Loo, Sword Art Online Alternative Gun Gale Online Anime Gets 2nd Season, in Anime News Network, 15 luglio 2023. URL consultato il 15 luglio 2023.
22. ↑  (EN) Crystalyn Hodgkins, Sword Art Online Alternative: Gun Gale Online II Anime Reveals October Premiere in 2nd Teaser Video, in Anime News Network, 23 marzo 2024. URL consultato il 24 marzo 2024.
23. ↑  (EN) Rafael Antonio Pineda, Sword Art Online Alternative: Gun Gale Online II Anime Premieres on October 4, in Anime News Network, 2 agosto 2024. URL consultato il 3 agosto 2024.
24. ↑   Lucca 2018 - Gli annunci Dynit, su AnimeClick.it, 3 novembre 2018. URL consultato il 3 novembre 2018.
25. ↑  (EN) Karen Ressler, Aniplex USA to Stream Persona 5, Sword Art Online Alternative Gun Gale Online on Crunchyroll, Hulu, su Anime News Network, 30 marzo 2018. URL consultato il 30 marzo 2018.
26. ↑   Josh A. Stevens, Anime Limited To Release Sword Art Online Alternative & More, su animeuknews.net, Anime UK News, 28 ottobre 2018. URL consultato il 28 ottobre 2018.
27. ↑   SWORD ART ONLINE ALTERNATIVE, SU NETFLIX IN STREAMING DA OGGI!, su movieplayer.it.
28. ↑   Crunchyroll annuncia Sword Art Online Alternative: Gun Gale Online 2 e altri titoli, in AnimeClick.it, 17 settembre 2024. URL consultato il 4 ottobre 2024.
29. ↑   Sword Art Online Alternative: Gun Gale Online, su VVVVID. URL consultato il 4 ottobre 2024 (archiviato dall'url originale il 18 gennaio 2025).
30. ↑  (JA) ONAIR, su gungale-online.net. URL consultato il 4 ottobre 2024.